# Севилья, Сальва
Сальвадор Севилья Лопес (исп. Salvador Sevilla López; 18 марта 1984, Берха) — испанский футболист, полузащитник.

## Карьера
Сальва начинал карьеру в скромном любительском клубе «Берха» из своего родного города, а в 2002 году был зачислен в молодёжную команду более сильного «Полидепортиво». Кике Сетиен, тренировавший команду в сезоне 2003/04, разглядел в молодом игроке неплохой потенциал и выпускал его на поле в составе главной команды. Но следующий тренер клуба не доверял футболисту и Сальве пришлось отправиться в «Атлетико Мадрид Б», где провёл всего один матч. Затем полузащитник три сезона играл в «Севилье Б», с которой выиграл свою группу в Сегунде Б. Следующим клубом Сальвы была «Саламанка», где он хорошо проявил себя. Наградой за хорошую игру был переход в «Реал Бетис», в составе которого игрок выиграл Сегунду. Сальва Севилья дебютировал в Примере 27 августа 2011 года в матче с «Гранадой» (1:0).

## Личная жизнь
Старший брат Сальвы Хосе Антонио Севилья Лопес (род. 22 июля 1973 года) — также футболист. В конце 1990-х — начале 2000-х годов играл за «Полидепортиво». Также выступал за скромные «Рокетас», «Парадор» и «Викар». С 2011 года является игроком «Берхи».

## Достижения
- Победитель Сегунды (1): 2010/11